# Kok-borou

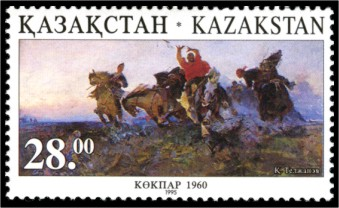
Timbre Kazakhstan Kokpar

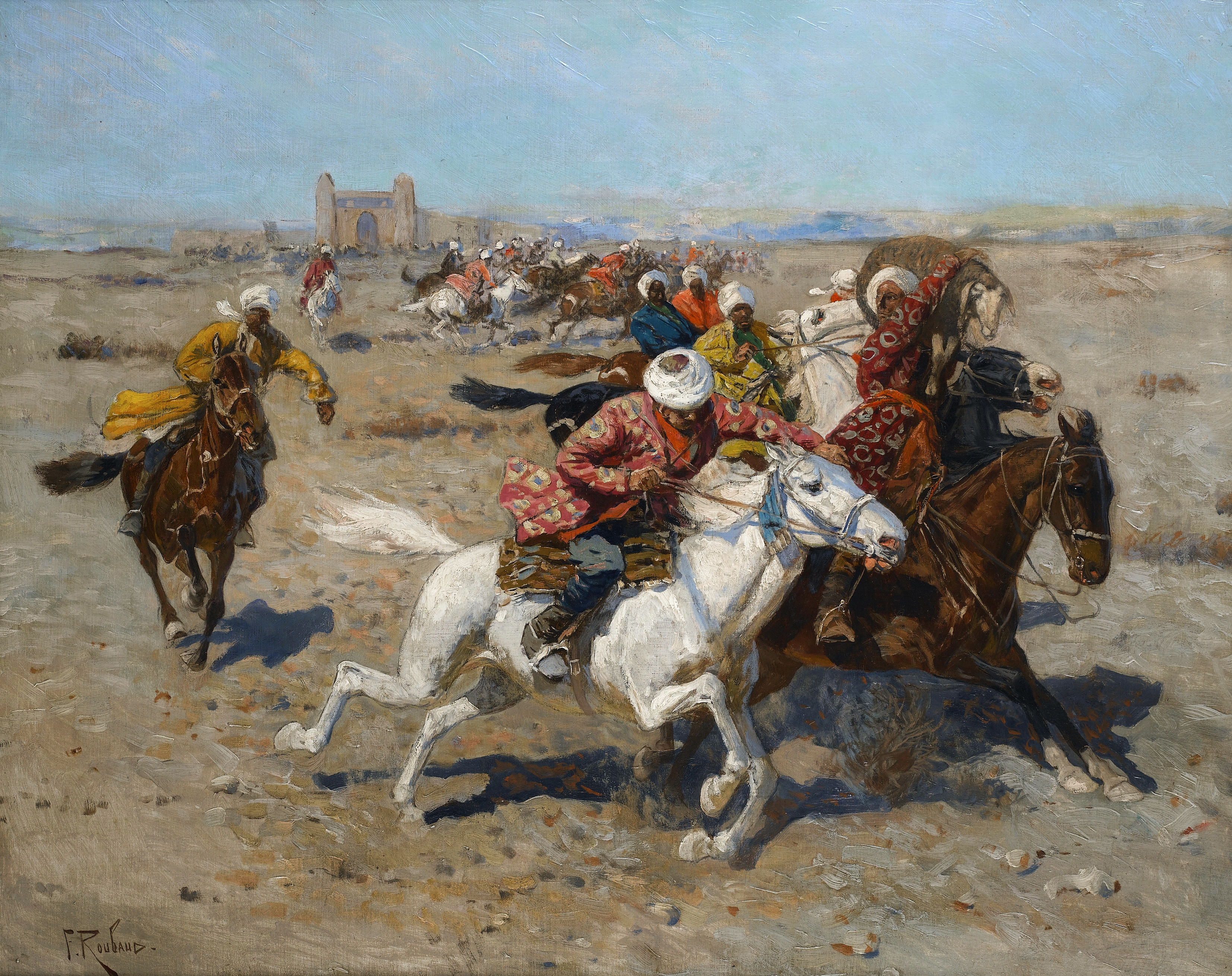
Jeu Kokpar, peinture de Franz Roubaud, 1890

Le kok-borou (kirghize : kök-börü (көк-бөрү) ou  kökpar (көкпар)) est un sport kirghiz semblable au bouzkachi afghan. De tradition ancienne puisque connu depuis le zoroastrisme, ce jeu équestre est très populaire parmi les Kazakhs, Kirghizes, Tadjiks, Ouzbeks, Ouïghours et d'autres peuples d'Asie centrale.
Au cours d'une partie de kok-borou, les cavaliers se disputent une carcasse de chèvre à laquelle on a coupé la tête. Après l'avoir attrapée, il faut la porter jusque dans le but adverse (appelé « kazan », c'est-à-dire chaudron) ou, selon d'autres règles, au-delà d'une zone définie où les opposants n'ont plus le droit de s'affronter pour elle.
Les règles du kok-borou ont peu à peu évolué pour rendre le jeu moins violent. De nos jours, le kok-borou est toujours enseigné dans des écoles spécialisées d'Asie centrale, où sont organisés des évènements dédiés à ce sport.

## Éléments d'histoire
L'existence du kok-borou est avérée depuis longtemps. Au début, le fait de se disputer une carcasse de chèvre, n'était pas seulement un jeu, mais constituait une façon de faire ses preuves pour les futurs guerriers. Cela donnait l'occasion aux jeunes d'apprendre la lutte à cheval ainsi que le combat dans des conditions extrêmes. Il existe des témoignages de parties impliquant des centaines de participants et durant toute une journée.
Des compétitions de kok-borou ont eu lieu pendant l'ère soviétique, mais elles n'avaient pas le statut de championnat officiel. En 1998, la Fédération internationale de kok-borou a été fondée à Bichkek. Au Kazakhstan, le premier championnat officiel s'est déroulé en 2001. La variante kazakhe du jeu est appelée « kokpar », ce qui vient de l'expression « кёк бёрю », c'est-à-dire « loup gris ». Au retour de la chasse, les nomades ont souvent organisé des compétitions entre eux, à qui arriverait le premier au village avec la carcasse du gibier.

## Règle du jeu

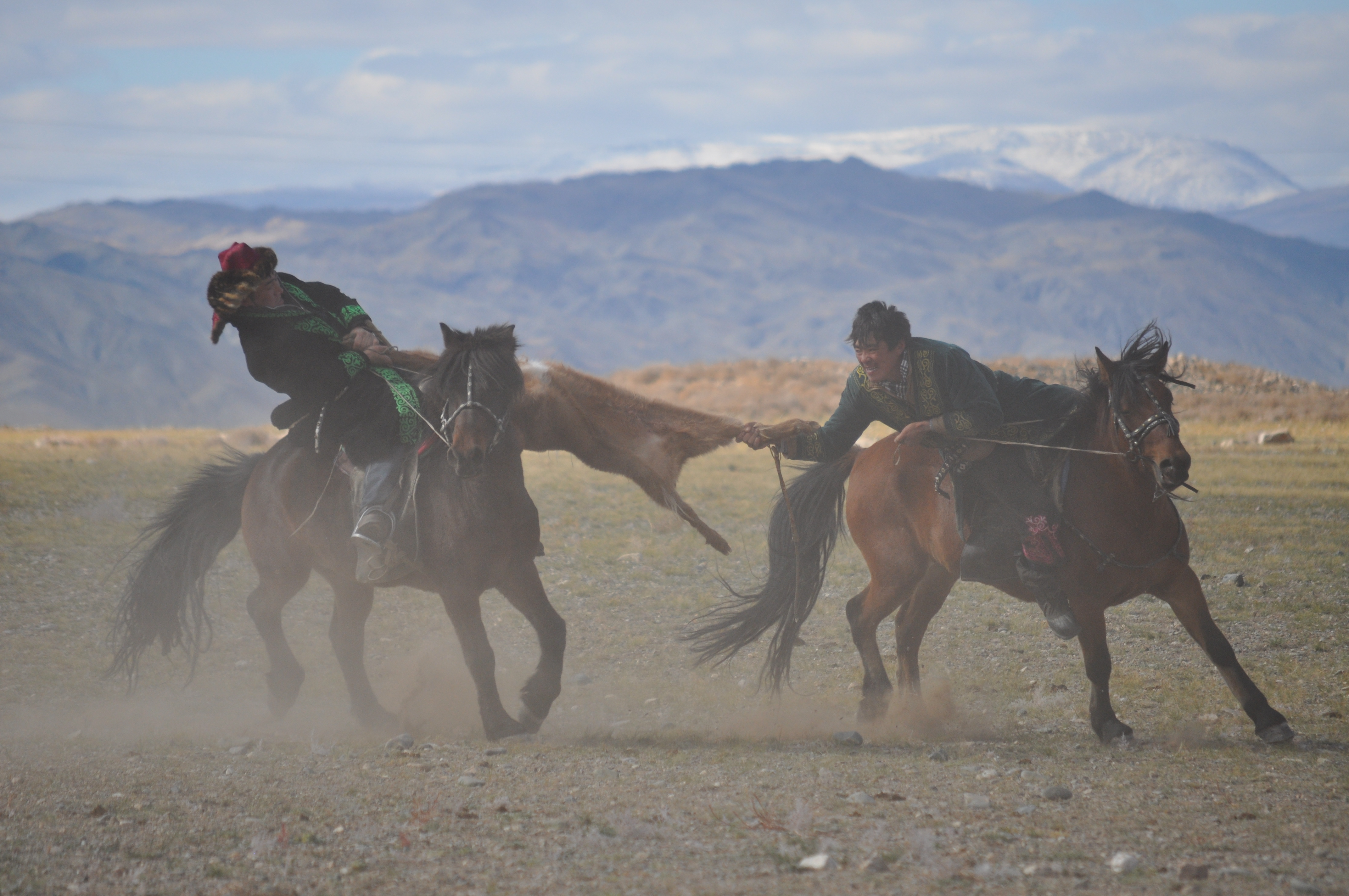
Deux cavaliers se bataillant une carcasse.

Jusque très récemment, il n'y avait pas de règles clairement établies. Les règles actuelles spécifient que chaque équipe est composée de 10 cavaliers, mais seulement 4 jouent simultanément. Les participants ont le droit de se faire remplacer par un coéquipier, ou même de changer de monture. La partie est divisée en deux mi-temps de 20 minutes. Le terrain de jeu doit être long d'environ 200 mètres et large de 80. De chaque côté se trouve un but de 3,5 mètres de diamètre et d'un mètre et demi de hauteur. Chaque équipe doit s'emparer de la carcasse de chèvre et l'apporter jusqu'aux buts adverses.
Lors de compétitions officielles, la carcasse de chèvre pèse entre 25 et 35 kg, mais traditionnellement, des carcasses plus lourdes étaient utilisées, jusqu'à environ 60 kg.
Seules les carcasses de chèvres sont utilisées, car la peau de la chèvre est plus résistante et supporte mieux la tension exercée lorsque deux joueurs tirent dessus. Les versions modernes utilisent parfois une chèvre factice.
Autrefois, les participants utilisaient la force physique, allant jusqu'à battre leurs adversaires de coups de fouet et de cravache, mais de nos jours, cette attitude entraine des sanctions allant jusqu'à la disqualification du joueur fautif.
Pendant la compétition, il est interdit de cabrer sa monture, de s'en prendre aux chevaux adverses ou de tenir leurs rênes, de frapper les bras ou les jambes d'un adversaire, que ce soit de coups de fouet ou infligés avec les pieds ou à main nue. Il est également interdit de s'invectiver ou de continuer la lutte une fois la carcasse dans les buts adverses.

## Autour du jeu

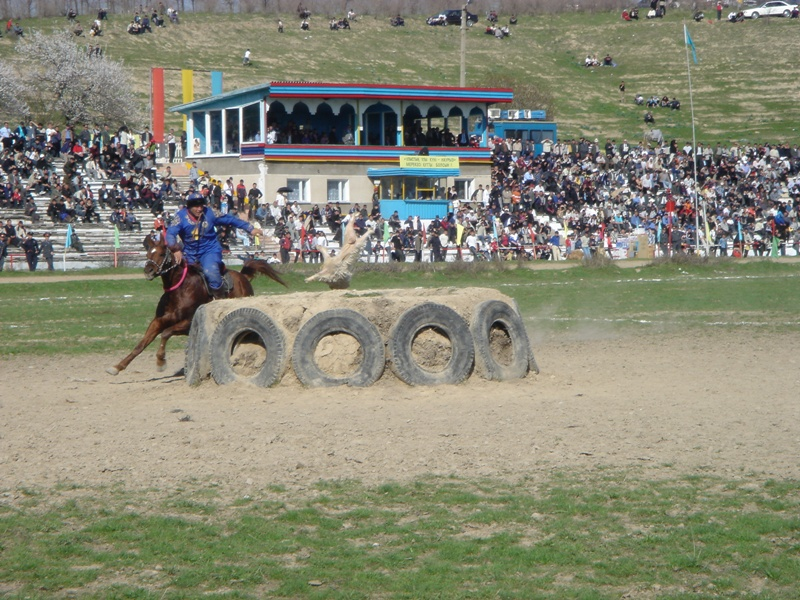
Un cavalier jette une carcasse dans le but

Les règles spécifient clairement quel type de monture est autorisé. Le kok-borou est un sport très dur, qui requiert de la force et une certaine adresse, c'est pourquoi l'âge moyen des joueurs lors de compétitions officielles est de 20 ans.
Selon certaines légendes locales, la viande de la chèvre ayant servi à disputer une partie de kok-borou aurait des propriétés curatives et aiderait à combattre l'infertilité.
Dans certains pays d'Asie centrale, les dépenses liées au kok-borou sont relativement importantes. Au Kirghizistan, beaucoup de chevaux dédiés au kok-borou sont subventionnés par le budget de l'État, qui alloue plus d'un million de dollars à ce sport. D'autre part, le kok-borou figure dans la liste des disciplines des Jeux mondiaux nomades, dans lesquels on a pu voir une équipe de France de kok-borou,.
Dans les pays de langue iranienne, ce genre de jeu est appelé bouzkachi. La différence principale entre le bouzkachi et le kok-borou tient au fait que le kok-borou comporte des buts, tandis que dans le bouzkachi, les cavaliers doivent seulement conserver la carcasse de chèvre le plus longtemps possible.
Il est protégé en Chine depuis 2008 (sous le numéro de catalogue 816 ou Ⅵ-44 au niveau de l'héritage culturel ouïghour du Xinjiang sous le nom chinois diāoyáng (chinois : 叼羊 ; pinyin : diāoyáng, signifiant attraper le mouton). Il est également pratiqué au Xinjiang par les Kazakhs et Kirghiz de Chine. Dans certaines variantes de Chine, l'agneau doit être placé dans un réceptacle placé en hauteur sur un mât.
En Europe, on peut trouver des jeux basés sur un concept similaire, comme le horse-ball, de même qu'en Amérique du Sud avec le pato.